# Castlereagh (miasto)
Castlereagh (irl. Comhairle Baile an Chaisleáin Riabhaigh) – miasto w Wielkiej Brytanii (Irlandia Północna, Hrabstwo Down). Według danych rok 2008 liczy 66 200 mieszkańców.